# Politolana wickstenae
Politolana wickstenae is een pissebed uit de familie Cirolanidae. De wetenschappelijke naam van de soort is voor het eerst geldig gepubliceerd in 1987 door Wetzer, Delaney & Brusca.